# Primærrute 47
De Primærrute 47 is een hoofdweg in Denemarken. De weg loopt van Haderslev naar Gabøl. De Primærrute 47 loopt over het schiereiland Jutland en is ongeveer 22 kilometer lang. Bij het dorpje Gabøl eindigt de weg op een rotonde met de hoofdwegen 24 en 25.